# ГИС Технологии
ООО «ГИС Технологии» (ГИС Технологии) — принадлежащая «Яндексу» компания, находящаяся в Москве, осуществляющая разработку программного обеспечения и картографическую деятельность.

## Компания
Компания имеет две лицензии Федеральной службы государственной регистрации, кадастра и картографии.
Генеральный директор ГИС Технологии — Калашников Николай Геннадьевич (с 27.07.2020 г.).
Место нахождения: 119021, г. Москва, ул. Льва Толстого, д. 16, ранее — 129090, Москва, Малая Сухаревская пл., дом 1.

## История
Компания ГИС Технологии зарегистрирована 11 ноября 2008 года.
С 2008 года ГИС Технологии поставляют карты «Яндексу». В том числе у ГИС Технологий была приобретена карта Белоруссии. ГИС Технологии предоставили гарантии того, что права на карты получены законным путём с оформлением всех необходимых разрешений (от Картографического Топографо-геодезического республиканского унитарного предприятия «Белгеодезия» Государственного комитета по имуществу Республики Беларусь), а также что при создании карт, передаче прав на них Яндексу и использовании их в соответствии с Договором (в том числе и через API) не нарушается законодательство, права и законные интересы третьих лиц. Однако директор «Госкартгеоцентра» Сергей Левчик заявил, что предприятие «Белгеодезия» в своё время создавало карту для ГИС Технологий, но «ГИС Технологии» являются конечным пользователем и передавать право пользования географической основой и сами карты третьим лицам они не имели права. В компании «Яндекс» заверили, что карты «абсолютно законны». По словам директора «Госкартгеоцентра», «когда „Яндекс“ убеждает владельцев белорусских сайтов бесплатно брать и размещать через API карты Минска и Беларуси, то призывает незаконно использовать объекты авторского права и своими действиями наносит ущерб государству».
«ГИС технологии» входили в состав холдинга JJ-Group и выпускали карты «Мегаполис» для навигаторов JJ-Connect, которые также были совместимы с навигационной программой «Автоспутник». В конце 2009 года проект «Мегаполис» перестал обновляться, последние карты были датированы 2009 годом. С 2010 года проект был закрыт.
Яндекс не устраивала ситуация, когда три ведущих картографических сервиса рунета полностью зависели от единого поставщика картографической информации — ЗАО «Геоцентр-Консалтинг» и любая ошибка в первичных данных появлялась на всех сервисах, а карты обновлялись всего лишь 2 раза в год, поэтому было принято решение о приобретении «ГИС Технологий». У самого «Яндекса» лицензии на картографическую деятельность не было. Возможно, покупка «ГИС технологий» могла бы быть способом легализовать картографические сервисы «Яндекса», в том числе создаваемые его пользователями «Народные карты». «Это народное творчество — кто-то должен его проверить и исправить», — заявил пресс-секретарь «Яндекса» Очир Манджиков, объясняя цель покупки «ГИС-Технологий». В «ГИС-Технологиях» есть специалисты, которые могут провести процессуальную обработку и интегрировать продукт в «Яндекс.Карты».
Покупка была бы важна для дальнейшего развития геосервисов Яндекса.
21 июня 2010 года на сайте ФАС было опубликовано решение об удовлетворении ходатайства Яндекса о приобретении доли участия в размере 99,99 % в уставном капитале ООО «ГИС Технологии». Сделку предполагалось закрыть в течение месяца. Сумма — «несколько миллионов долларов». В пресс-службе «Яндекса» сообщили, что в будущем компания планирует консолидировать 100 % «ГИС Технологии»: 99,99 % приобретет ООО «Яндекс» и 0,01 % — ООО «Яндекс.Пробки».
1 июля 2010 года было сообщено, что Яндекс завершил сделку по покупке ООО «ГИС Технологии». Компания приобретена у двух физических лиц.
18 апреля 2011 года Яндекс представил карты Москвы и области собственного производства. Заявленная частота обновления данных — 1 раз в месяц.